# NGC 3816
NGC 3816 је лентикуларна галаксија у сазвежђу Лав која се налази на NGC листи објеката дубоког неба.
Деклинација објекта је + 20° 6' 13" а ректасцензија 11h 41m 47,8s. Привидна величина (магнитуда) објекта NGC 3816 износи 12,5 а фотографска магнитуда 13,5. NGC 3816 је још познат и под ознакама UGC 6656, MCG 3-30-46, CGCG 97-60, PGC 36292.